# Geranomyia brevibasis
Geranomyia brevibasis is een tweevleugelige uit de familie steltmuggen (Limoniidae). De soort komt voor in het Oriëntaals gebied.